# Rizal (Cagayan)
Pour les articles homonymes, voir Rizal.
Rizal est une municipalité de la province de Cagayan, aux Philippines.

## Barangays
Rizal compte 29 barangays.
| - Anagguan - Anurturu - Anungu - Baluncanag - Batu - Cambabangan - Capacuan - Dunggan - Duyun - Gaddangao - Gaggabutan East - Illuru Norte - Lattut - Linno (Villa Cruz) - Liuan | - Mabbang - Mauanan - Masi (Zinundungan) - Minanga - Nanauatan - Nanungaran - Pasingan - Poblacion - San Juan (Zinundungan) - Sinicking - Battut - Bural (Zinundungan) - Gaggabutan West - Illuru Sur |